# وليام ويب
وليام ويب (بالإنجليزية: William Webb)‏ (19 نوفمبر 1882 – القرن الـ20) هو ملاكم من المملكة المتحدة راحل، مثّل بلاده في الألعاب الأولمبية الصيفية 1908.

## روابط خارجية
وليام ويب على موقع اللجنة الأولمبية الدولية (الإنجليزية)
- وليام ويب على موقع أوليمبيديا (الإنجليزية)